# Morphosis

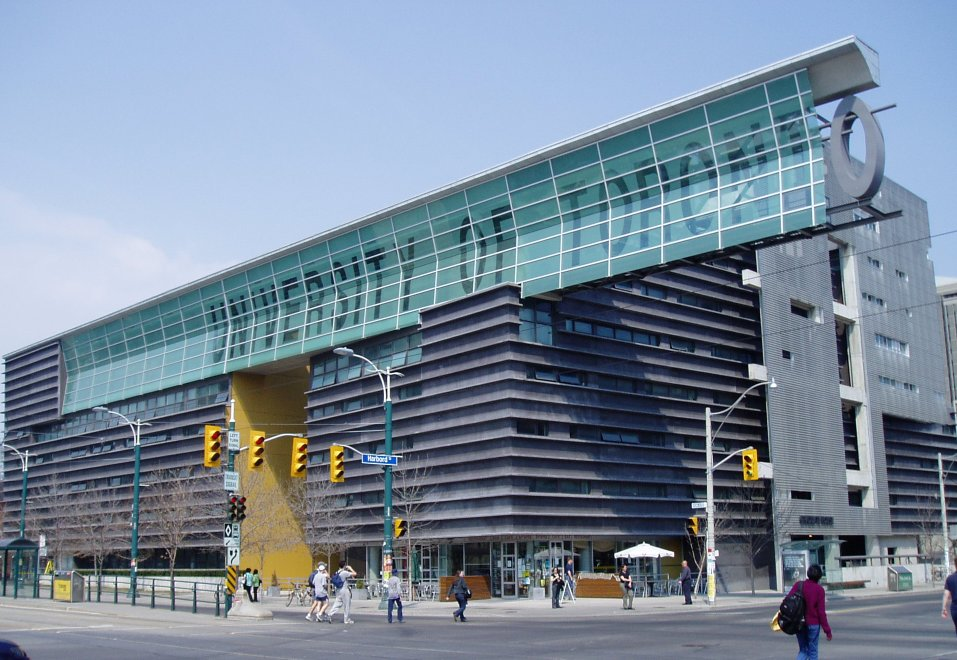
University of Toronto Graduate House.

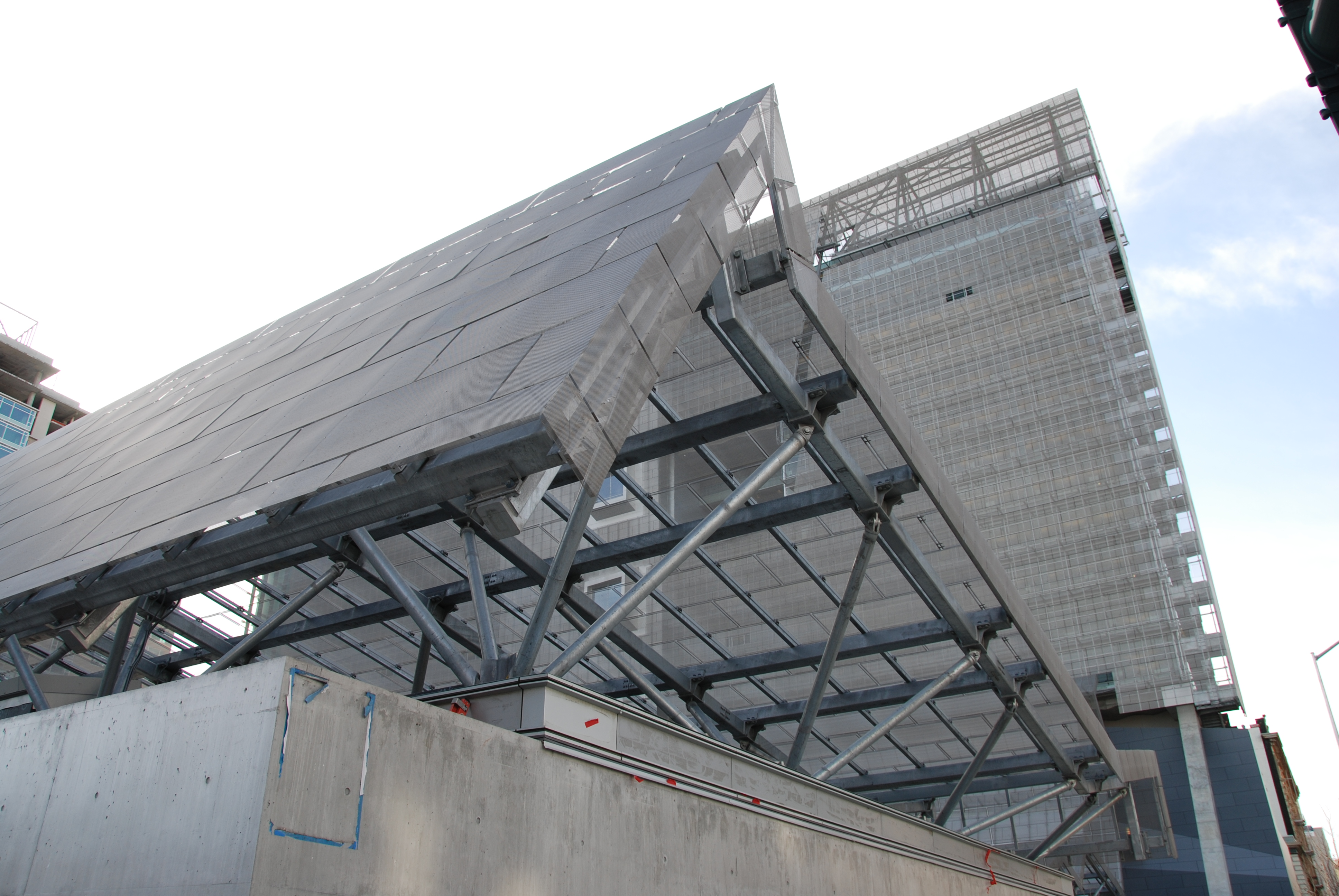
San Francisco Federal Building.

Morphosis, amerikanskt arkitektkontor baserat i Los Angeles som drivs av Thom Mayne (född 19 januari 1944 i Waterbury, Connecticut). 
Mayne studerade vid University of Southern California och Harvard University och grundade kontoret Morphosis tillsammans med Michael Rotondi 1972. Kontoret har sedan dess blivit ett av de mest ansedda i USA. 

## Byggnader
- San Francisco Federal Building, San Francisco, Kalifornien, 2006
- University of Cincinnati Student Recreation Center, Cincinnati, Ohio, 2006
- Science Center School, Los Angeles, 2004
- University of Toronto Graduate House, Toronto, Ontario, Kanada, 2000
- Diamond Ranch High School, Pomona, Kalifornien, 1999
- Sun Tower, Seoul, Korea 1997
- Salick Healthcare Office Building, Los Angeles, 1991
- Cedar Sinai Comprehensive Cancer Center, Los Angeles, 1988